# Le Plessis-Grohan
Le Plessis-Grohan é uma comuna francesa na região administrativa da Normandia, no departamento de Eure. Estende-se por uma área de 8,33 km². Em 2010 a comuna tinha 899 habitantes (densidade: 107,9 hab./km²).